# Delningsförhållande

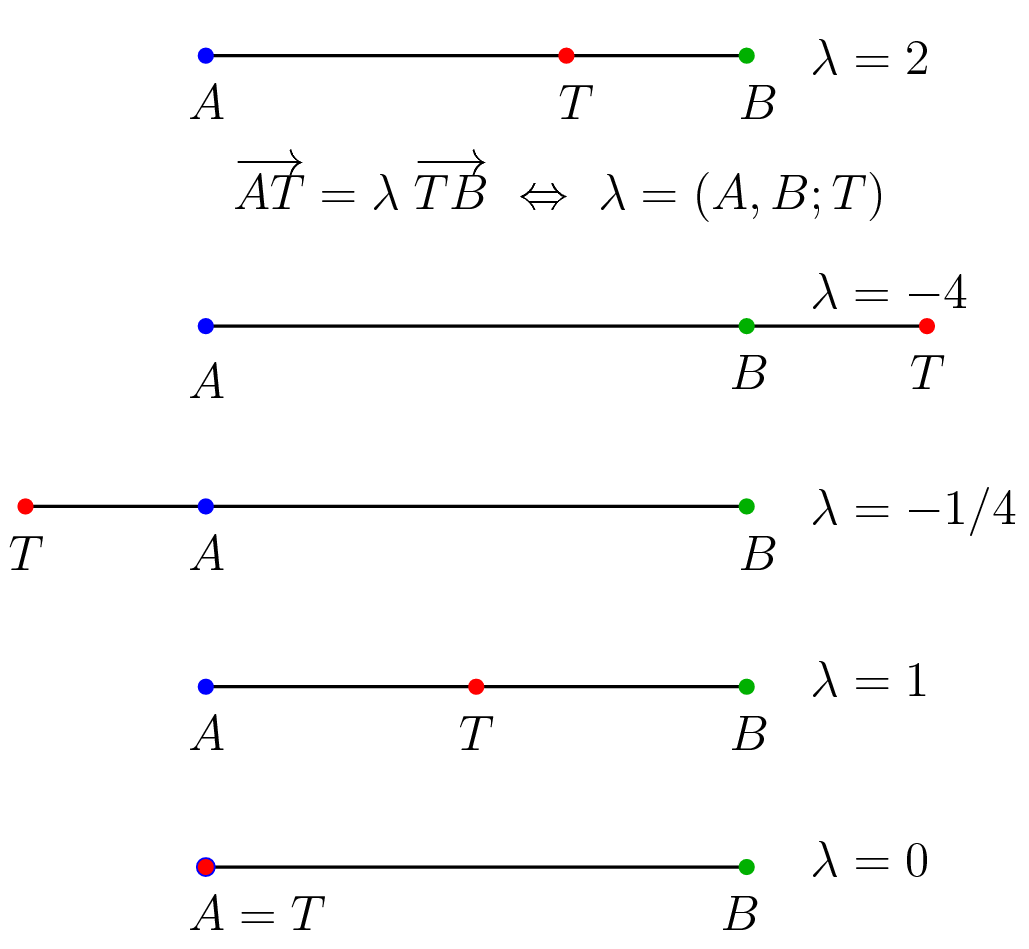
Figur 1:
Olika värden (λ) på delningsförhållandet beroende på var punkten T ligger på sträckan, eller snarare på linjen genom dessa båda punkter.

Med delningsförhållande avses inom geometri ett avståndsförhållande mellan tre punkter på en rät linje vilket definieras enligt (se Figur 1):
För de tre kollinjära punkterna A, B och T gäller att T delar den riktade sträckan {\textstyle {\vec {AB}}} i delningsförhållandet - vanligen betecknat (A,B;T):
{\displaystyle (A,B;T)={\frac {\vec {AT}}{\vec {TB}}}}
Andra beteckningar förekommer dock, som (T;A,B) eller μ(T;A,B),
En viktig egenskap hos delningsförhållanden är att de är invarianta under affina avbildningar och parallellprojektioner.

## Värden

Delningsförhållandets värde (λ) beroende på läget av punkten T i förhållande till punkterna A (t=0) och B (t=1). Kurvan är en hyperbel med asymptoterna λ=-1 och t=1.

Värdet på delningsförhållandet beror av var på linjen punkten T ligger i förhållande till {\textstyle {\vec {AB}}}. Ligger T mellan A och B, är en inre delningspunkt, kommer delningsförhållandet att anta positiva värden - från noll (om T=A) till oändligheten (då T närmar sig B). Ligger T utanför {\textstyle {\vec {AB}}}. är en yttre delningspunkt, kommer delningsförhållandet att anta negativa värden (då en, och endast en, av {\displaystyle {\vec {AT}}} och {\displaystyle {\vec {TB}}} kommer att vara riktad i en negativ riktning): om T ligger på samma sida om B som A kommer värdena att ligga mellan noll (då T ligger nära A) och -1 då avståndet (åt vänster i figur 1) närmar sig -∞, medan det i motsatt fall, då T ligger längre från A än från B, delningsförhållandets värde ändras från -∞ till -1 ju längre från B som punkten T ligger.
Eftersom {\displaystyle {\vec {AT}}} kan skrivas som {\displaystyle t\cdot {\vec {AB}}} och {\displaystyle {\vec {TB}}} som {\displaystyle {\vec {AB}}-{\vec {AT}}={\vec {AB}}-t\cdot {\vec {AB}}=(1-t)\cdot {\vec {AB}}} har vi att delningsförhållandet:
{\displaystyle \lambda =(A,B;T)={\frac {\vec {AT}}{\vec {TB}}}={\frac {t\cdot {\vec {AB}}}{(1-t)\cdot {\vec {AB}}}}={\frac {t}{1-t}}\Rightarrow }
{\displaystyle \Rightarrow {\frac {1}{\lambda }}={\frac {1-t}{t}}={\frac {1}{t}}-1\Rightarrow {\frac {1}{t}}={\frac {1}{\lambda }}+1={\frac {1+\lambda }{\lambda }}\Leftrightarrow }
{\displaystyle \Leftrightarrow t={\frac {\lambda }{\lambda +1}}}
Härur följer att:
{\displaystyle {\vec {AT}}={\frac {\lambda }{\lambda +1}}\cdot {\vec {AB}}} och {\displaystyle {\vec {TB}}={\frac {1}{\lambda +1}}\cdot {\vec {AB}}} där {\displaystyle \lambda =(A,B;T)}

## Egenskaper

### Reciprocitet
Om A, B och C är tre kollinjära (och ej sammanfallande) punkter, gäller:
{\displaystyle (A,B;C)\cdot (B,A;C)=1\Leftrightarrow (A,B;C)={\frac {1}{(B,A;C)}}\Leftrightarrow (B,A;C)={\frac {1}{(A,B;C)}}}
Bevis
{\displaystyle (A,B;C)\cdot (B,A;C)={\frac {\vec {AC}}{\vec {CB}}}\cdot {\frac {\vec {BC}}{\vec {CA}}}={\frac {\vec {AC}}{\vec {CA}}}\cdot {\frac {\vec {BC}}{\vec {CB}}}=-1\cdot -1=1}

### Cyklisk permutation
Om A, B och C är tre kollinjära (och ej sammanfallande) punkter, gäller:
(A,B;C)⋅(B,C;A)⋅(C,A;B) = 1
Bevis
{\displaystyle (A,B;C)\cdot (B,C;A)\cdot (C,A;B)={\frac {\vec {AC}}{\vec {CB}}}\cdot {\frac {\vec {BA}}{\vec {AC}}}\cdot {\frac {\vec {CB}}{\vec {BA}}}={\frac {\vec {AC}}{\vec {AC}}}\cdot {\frac {\vec {BA}}{\vec {BA}}}\cdot {\frac {\vec {CB}}{\vec {CB}}}=1}

### Invarians under parallellprojektion

Figur 3.

Betrakta figur 3. De tre punkterna A' , B'  och C'  på linjen b är parallellprojektioner av punkterna A, B respektive C på linjen a. De prickade blå linjerna genom punkterna A respektive B är parallella med linjen b. Då de gröna projektionslinjerna är  parallella medför detta att {\displaystyle {\frac {\vec {A'B'}}{\vec {AB''}}}=1}, {\displaystyle {\frac {\vec {A'C'}}{\vec {AC''}}}=1} och {\displaystyle {\frac {\vec {B'C'}}{\vec {BC'''}}}=1}. Det vill säga att:
{\displaystyle {\frac {\vec {AB}}{\vec {AB''}}}={\frac {\vec {AB}}{\vec {A'B'}}}}, {\displaystyle {\frac {\vec {AC}}{\vec {AC''}}}={\frac {\vec {AB}}{\vec {A'C'}}}} och {\displaystyle {\frac {\vec {BC}}{\vec {BC'''}}}={\frac {\vec {BC}}{\vec {B'C'}}}}
Då de tre trianglarna {\displaystyle ABB''}, {\displaystyle ACC''} och {\displaystyle BCC'''} är likformiga, får vi att:
{\displaystyle {\frac {\vec {AB}}{\vec {A'B'}}}={\frac {\vec {AC}}{\vec {A'C'}}}={\frac {\vec {BC}}{\vec {B'C'}}}=k}
Vi får således att, exempelvis, delningsförhållandet
{\displaystyle (A,B;C)={\frac {\vec {AC}}{\vec {CB}}}={\frac {\vec {AC}}{-{\vec {BC}}}}={\frac {k\cdot {\vec {A'C'}}}{-k\cdot {\vec {B'C'}}}}={\frac {k\cdot {\vec {A'C'}}}{k\cdot {\vec {C'B'}}}}={\frac {\vec {A'C'}}{\vec {C'B'}}}=(A',B';C')}
och motsvarande gäller övriga möjliga delningsförhållanden.

### Permutationer
De tre punkterna kan permuteras på sex (=3!) olika sätt vilket leder till sex möjliga delningsförhållanden, vars värden beror av varandra enligt nedan:
{\displaystyle 1.\ \ \ (A,B;C)={\frac {\vec {AC}}{\vec {CB}}}=r}
{\displaystyle 2.\ \ \ (B,A;C)={\frac {\vec {BC}}{\vec {CA}}}={\frac {1}{r}}}
{\displaystyle 3.\ \ \ (C,B;A)={\frac {\vec {CA}}{\vec {AB}}}=-{\frac {r}{r+1}}}
{\displaystyle 4.\ \ \ (B,C;A)={\frac {\vec {BA}}{\vec {AC}}}=-{\frac {r+1}{r}}}
{\displaystyle 5.\ \ \ (A,C;B)={\frac {\vec {AB}}{\vec {BC}}}=-(r+1)}
{\displaystyle 6.\ \ \ (C,A;B)={\frac {\vec {CB}}{\vec {BA}}}=-{\frac {1}{r+1}}}
1 är vårt valda referensförhållande. 3 och 5 erhålls enkelt genom substitutionen {\displaystyle {\vec {AB}}={\vec {AC}}+{\vec {CB}}} (samt utnyttjande av att {\displaystyle {\vec {XY}}=-{\vec {YX}}}). 2, 4 och 6 erhålls genom "invertering" av 1, 3 respektive 5 i enlighet med avsnittet Reciprocitet ovan.

## Grafisk konstruktion av ett delningsförhållande

Figur 4:
Konstuktion av punkterma T och S som delar i delningsförhållandena respektive.
Notera att B' ligger i motsatt riktning (snett neråt vänster) från B som A' från A i det fall delningsförhållandet är positivt, och i samma riktning (snett upp åt höger) om det är negativt.

Om man har en linje med två punkter A och B och vill konstruera punkten T som delar {\displaystyle \scriptstyle {\vec {AB}}} i förhållandet m:n, det vill säga
{\displaystyle (A,B;T)={\frac {m}{n}}}
kan man förfara enligt följande: Man drar två parallella linjer, en genom A och en genom B. På linjen genom A avsätter man en punkt A' belägen m enheter av en lämpligt vald längd från A och på linjen genom B avsätter man en punkt B'  belägen n enheter av samma längd från B - på motsatta sidan i förhållande till på linjen genom A om m:n>0 och på samma sida om m:n<0 - och förbinder dessa erhållna punkter med en rät linje. Denna linje skär linjen genom A och B i en punkt T med det önskade delningsförhållandet. (Att så är fallet visas enkelt genom att de uppkomna trianglarna AA'T och BB'T är likformiga och eftersom {\displaystyle \scriptstyle {{\vec {AA'}}:{\vec {B'B}}=m:n}} så är därför även {\displaystyle \scriptstyle {{\vec {AT}}:{\vec {TB}}=m:n}}.)

## Harmonisk delning
Betrakta sträckan {\displaystyle \scriptstyle {\vec {AB}}} med en inre delningspunkt, T, vars delningsförhållande har samma belopp som en yttre delningspunkt, S, men med motsatt tecken, som i figur 4. Det vill säga att
{\displaystyle (A,B;T)=-(A,B,S)\Leftrightarrow {\frac {\vec {AT}}{\vec {TB}}}=-{\frac {\vec {AS}}{\vec {SB}}}\Leftrightarrow {\frac {\vec {AT}}{\vec {AS}}}=-{\frac {\vec {TB}}{\vec {SB}}}\Leftrightarrow {\frac {\vec {TA}}{\vec {AS}}}=-{\frac {\vec {TB}}{\vec {BS}}}\Leftrightarrow (T,S;A)=-(T,S;B)}
Det vill säga att punkterna A och B på ett motsvarande sätt delar sträckan {\displaystyle \scriptstyle {\vec {TS}}} i förhållanden med samma belopp, men med motsatt tecken. Denna relation kallas harmonisk delning och punkterna A och B säges vara harmoniskt konjugerade i förhållande till {\displaystyle \scriptstyle {\vec {TS}}}, liksom S och T är det i förhållande till {\displaystyle \scriptstyle {\vec {AB}}}.
Om {\displaystyle |(A,B;T)|=|(A,B;S)|=|p|:|q|} så är {\displaystyle |(T,S;A)|=|(T,S;B)|=|(p-q)|:|(p+q)|}